# 圆柱叶鸟舌兰
圆柱叶鸟舌兰（学名：Ascocentrum himalaicum），为兰科鸟舌兰属下的一个植物种。